# Anatea formicaria
Anatea formicaria är en spindelart som beskrevs av Lucien Berland 1927. Anatea formicaria ingår i släktet Anatea och familjen klotspindlar.
Artens utbredningsområde är Nya Kaledonien. Inga underarter finns listade i Catalogue of Life.

## Bildgalleri

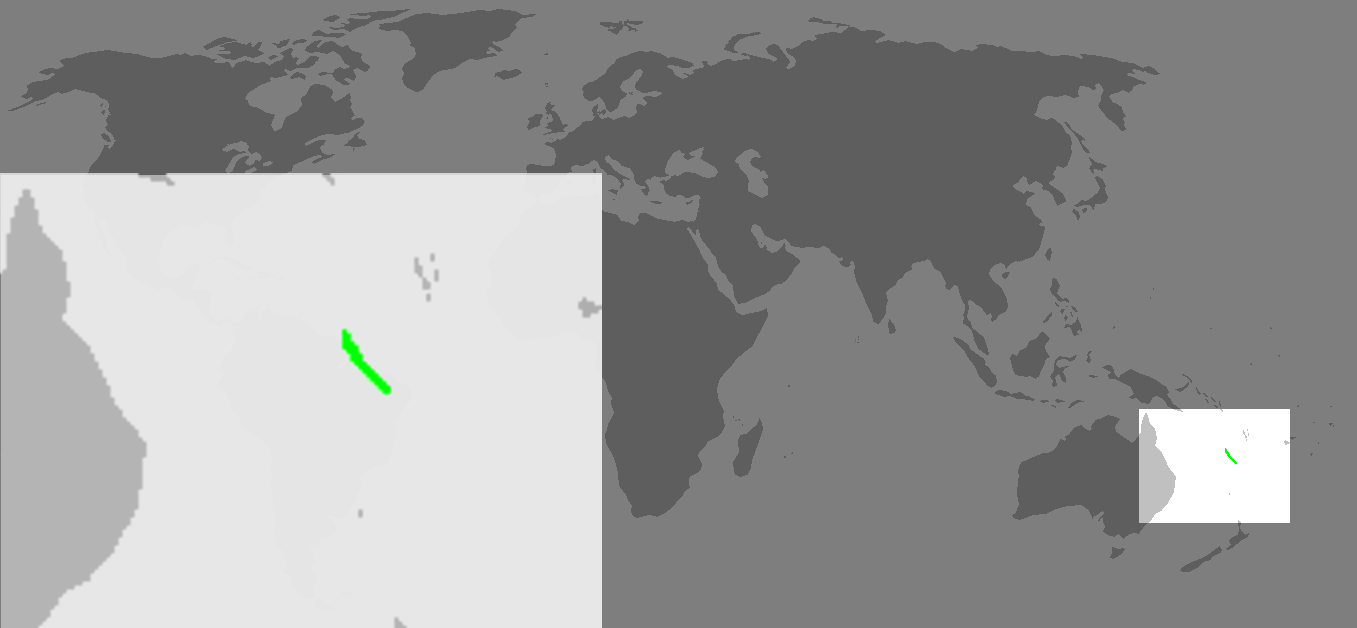